# Fritz-Kohlrausch-Preis
Der Fritz-Kohlrausch-Preis ist ein Physikpreis, der zu Ehren des österreichischen Physikers Fritz Kohlrausch von der Österreichischen Physikalischen Gesellschaft (ÖPG) für Leistungen in der Experimentalphysik vergeben wird. „Für die Preiszuerkennung kommt eine ausgezeichnete wissenschaftliche Arbeit aus dem Gesamtgebiet der Physik in Betracht.“
Die erste Preisverleihung erfolgte 1955; seit 1964 wird der Preis alle zwei Jahre im Wechsel zum Ludwig-Boltzmann-Preis für eine theoretische Publikation vergeben. Der Preis ist mit 2500 Euro dotiert (Stand: Januar 2016).

## Preisträger
- 1955: K. Lintner
- 1964: Franz Viehböck
- 1966: H. Ebel und H. Münzer
- 1968: H. R. Kirchmayr
- 1970: O. J. Eder
- 1972: M. Pachel und Peter Skalicky
- 1974: Erich Gornik und N. Schwarz
- 1976: G. Bauer und Werner Lindinger
- 1978: D. Hammer und W. Polanschütz
- 1980: Hans-Peter Karnthaler
- 1982: Wolfgang Jantsch und W. Steiner
- 1984: G. Magerl
- 1986: H. Krenn und Hans-Peter Steinrück
- 1988: G. Leising
- 1990: R. Höpfel und Paul Scheier
- 1992: Manfred Helm
- 1994: Ferenc Krausz
- 1996: Gunther Springholz und Harald Weinfurter
- 1998: C. Spielmann
- 2000: Markus Arndt
- 2002: T. Pichler
- 2004: E. J. List
- 2006: J. Stangl
- 2008: Markus Aspelmeyer
- 2010: Francesca Ferlaino und T. Müller
- 2012: Daniel Kiener und Alexander Jesacher
- 2014: Katrin Amann-Winkel
- 2016: Rinaldo Trotta und Thomas Monz
- 2018: Johannes Fink
- 2020: Karin Hain und Aleksandar Matkovic
- 2022: Paul Martini
- 2024: Grant J. Simpson